# Сегал, Михаил Юрьевич
Михаил Юрьевич Сегал (род. 3 января 1974 года, Орёл, СССР) — российский кинорежиссёр, сценарист, писатель.

## Биография
Родился в Орле. Учась в школе, занимался в театральной студии Дворца пионеров, писал пьесы, ставил спектакли. Тогда же снял свои первые короткометражные работы на любительскую кинокамеру. В 1994 году окончил режиссёрский факультет Орловского Института Культуры (курс В. И. Симоненко). Писал стихи, песни, выступал со своей группой «Музыка на ощупь».
В 1995 году поступил во ВГИК на режиссёрский факультет (курс В. Наумова), но через год оставил учёбу и стал снимать видеоклипы. Первой заметной работой стала «Дорога в ночь» группы «СерьГа» (1996). В дальнейшем работал и с поп- (Лолита, Иосиф Кобзон, Владимир Кузьмин), и с рок-исполнителями, но в результате приобрёл репутацию «антипопсового» клипмейкера. Среди его работ[значимость факта?]:
- Би-2 («Мой рок-н-ролл»)
- Сплин («Романс», «Скажи», «Новые люди», «Пластмассовая жизнь»)
- Ногу свело! («Наши юные смешные голоса», «Из Алма-Аты», «С Новым годом, сынок!»)
- Каста («Вокруг шум», «Радиосигналы», «Закрытый космос», «Миллиард лет», «Пусть пригодится», «Корабельная», «Про секс», «Сказка Чёрная краска», «Кровопровод "Дружба"»)
- Ночные снайперы («Катастрофически»)
- Машина времени («Однажды»)
- Вася Обломов («Трагедия»).

Также работал с «Машей и медведями», «Смысловыми галлюцинациями» и другими[значимость факта?].
В 2007 году клип группы «Сплин» «Скажи» был признан победителем на церемонии MTV Russian Music Awards[значимость факта?].
С 2002 года в рекламе. Снял ролики для брендов Audi, Mitsubishi, Panasonic, LG, Ariel, IKEA, Alpen Gold, Pepsi, Fervex, Балтика, Белый Медведь, МТС, Киевстар, MTV, Mail.Ru и многих других[значимость факта?].
В 2006 году на XXVIII Московском Международном Кинофестивале представил свой первый полнометражный фильм «Franz+Polina» по мотивам повести Алеся Адамовича «Немой». История любви белорусской девушки и солдата SS получила признание на многих российских и международных фестивалях (Германия, Франция, Польша, Швейцария, Канада, Китай и др.)[значимость факта?]
В 2010 году в издательстве «АСТ» вышла книга прозы «Молодость», включившая в себя одноимённую повесть и рассказы. В интернет-ролике в поддержку книги снялись музыканты, для которых Михаил Сегал снимал клипы[значимость факта?].
В 2011 году Сегал снимает по одному из своих рассказов короткометражный фильм «Мир Крепежа», который побеждает на фестивале «Кинотавр». Летом этого же года снимаются ещё 3 новеллы, и на следующем Кинотавре 2012 года представляется полнометражный фильм «Рассказы», получивший впоследствии широкую известность. Тогда же, в 2012 году в издательстве АСТ выходит одноимённая книга «Рассказы», включившая в себя наиболее полную на тот момент подборку рассказов и повесть-антиутопию «Новые живые».[значимость факта?]
В 2014 году Михаил Сегал представляет свой третий полнометражный фильм «Кино про Алексеева», главную роль в котором исполнил Александр Збруев, не снимавшийся до этого уже около 10 лет.

В 2018 году вышли фильм «Слоны могут играть в футбол» и книга «Почерк».

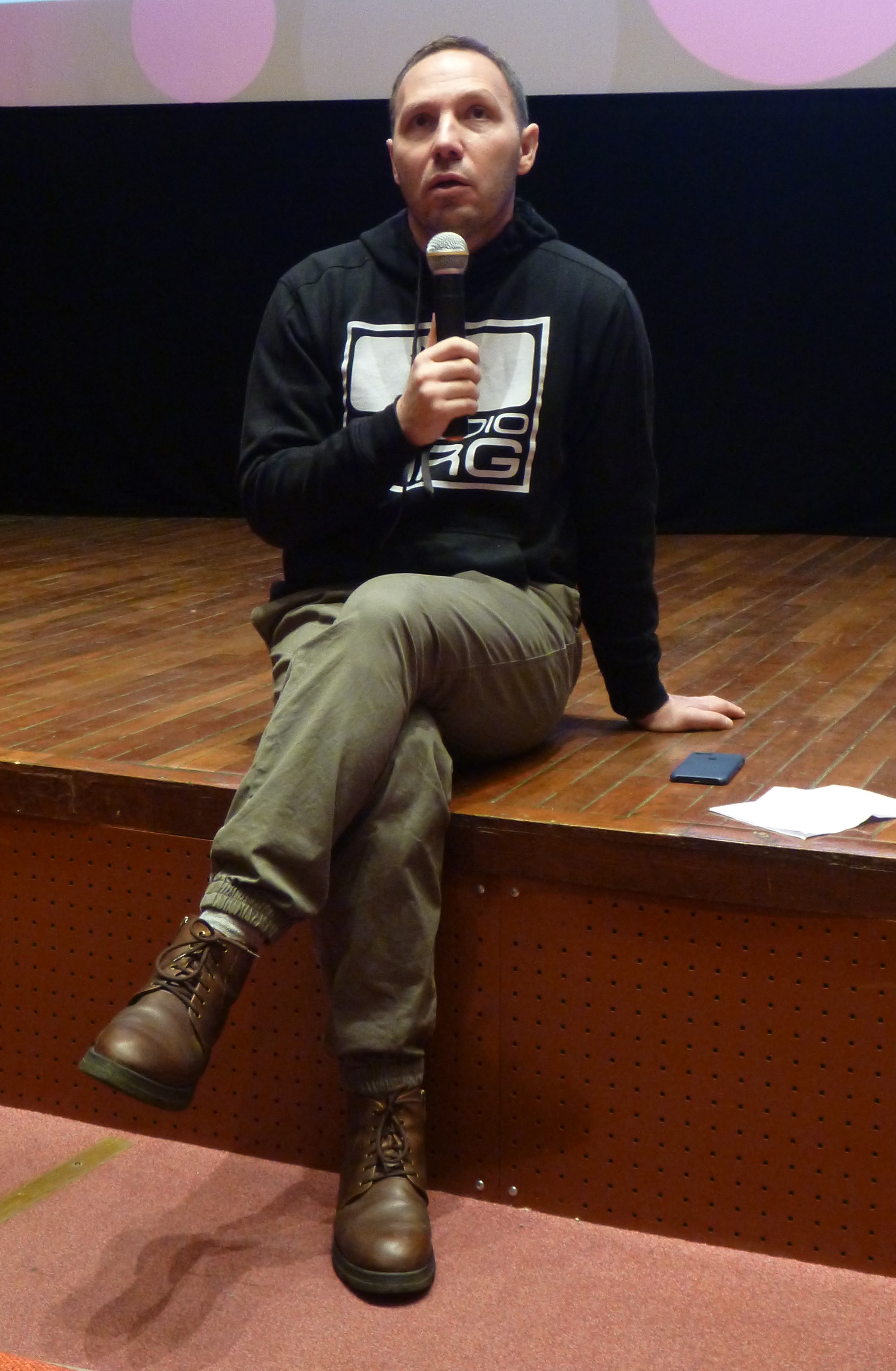
Михаил Сегал ведет мастер-класс на «Кинопробе», 5 декабря 2020 года

В 2020 году вышел полнометражный фильм «Глубже!».
Периодически участвует в работе жюри кинофестивалей: FIPA-2012 (Биарриц, Франция), Балтийские дебюты-2014 (Светлогорск, Россия), Киношок-2015 (Анапа, Россия), OIFF-2016 (Одесса, 2016) и др.[значимость факта?]
Автор рассказов в журнале «Русский Пионер»[значимость факта?].

## Фильмография
- «Тот самый Мюнхгаузен»
- «Мужчина и женщина»
- «Приключения Петрова и Васечкина, обыкновенные и невероятные»
- «Ностальгия»
- «Орландо»
- «Жизнь прекрасна»
- «Матч-пойнт»
- «Шина»
- Трилогия «Три цвета»

### Актёр
- 2006 — Franz+Polina — комиссар
- 2018 — Слоны могут играть в футбол — папа Маши

### Режиссёр
- 2006 — Franz+Polina
- 2011 — Мир Крепежа
- 2012 — Рассказы
- 2013 — Овцы (короткометражный)
- 2013 — Какие наши действия? (короткометражный)
- 2014 — Кино про Алексеева
- 2018 — Слоны могут играть в футбол
- 2019 — 6 лет без секса (короткометражный)
- 2020 — Глубже!

### Сценарист
- 2006 — Franz+Polina (по роману А. Адамовича, в сотрудничестве с Владимиром Степаненко и Максимом Трапо)
- 2011 — Мир Крепежа
- 2012 — Рассказы
- 2013 — GQ (короткометражный)
- 2013 — Овцы (короткометражный)
- 2013 — Какие наши действия? (короткометражный)
- 2014 — Кино про Алексеева
- 2017 — Спасибо деду (короткометражный)
- 2018 — Слоны могут играть в футбол
- 2019 — 6 лет без секса (короткометражный)
- 2020 — Глубже!

### Продюсер
- 2017 — Спасибо деду (короткометражный)

### Композитор
- 2014 — Кино про Алексеева
- 2018 — Слоны могут играть в футбол

## Дискография
- 2024 — Вышли мне строчку (feat. Юрий Шевчук)

## Награды и номинации

### Franz+Polina
- 2006 — Участник XXVIII Московского Международного Кинофестиваля
- 2006 — Призёр XVI Cottbus Film Festival (Коттбус, Германия)
- 2006 — Участник Недели Русского Кино в Париже и Берлине
- 2006 — Официальный участник XVI Camerimage Film Festival (Лодзь, Польша)
- 2006 — Гран-при и лучшая женская роль фестиваля военно-патриотического фильма им. С. Ф. Бондарчука «Волоколамский рубеж» (Волоколамск)
- 2006 — Специальный диплом жюри и приз за лучшую женскую роль XV международного кинофестиваля «Киношок» (Анапа)
- 2006 — Лучшая главная женская роль и лучшая эпизодическая женская роль фестиваля киноактёров «Созвездие» (Тверь) 2006
- 2006 — Специальный приз жюри международного кинофестиваля «Балтийские Дебюты» (Светлогорск)
- 2006 — Лучший дебют и лучшая операторская работа международного кинофестиваля «Лістапад» (Минск, Беларусь)
- 2007 — Гран-при за лучший фильм кинофестиваля в Кабурге (Франция)
- 2007 — Гран-при за лучший фильм и приз за лучшую музыку фестиваля FIPA (Биарриц, Франция)
- 2007 — Приз FIPRESCI международного кинофестиваля «Cinema-Tout-Ecran» (Женева, Швейцария)
- 2007 — Приз за лучшую мужскую роль «13th Shanghai TV Festival» (Шанхай, Китай)
- 2007 — Официальный участник международного кинофестиваля в Монреале (Канада)
- 2007 — Приз за лучшую режиссуру кинофестиваля «Виват, кино России!» (Санкт-Петербург)
- 2007 — Приз им. П. Лебешева за лучшее изобразительное решение фильма международного кинофестиваля «Дух Огня» (Ханты-Мансийск)

### Рассказы
- 2012 — XXIII Открытый Российский Кинофестиваль «КИНОТАВР», приз им. Г. Горина «За лучший сценарий» и Диплом Гильдии Киноведов и Кинокритиков РФ
- 2012 — BFI London Film Festival, официальный участник (Лондон, Великобритания)
- 2012 — Montreal International Film Festival, Focus on World Cinema (Монреаль, Канада)
- 2012 — Cottbus Film Festival (Коттбус, Германия)
- 2012 — Х Московский фестиваль отечественного кино «Московская премьера» — приз журнала «Кинопроцесс»
- 2012 — Открытый российский кинофестиваль «Амурская осень» (Благовещенск) — специальный приз жюри
- 2012 — Международный кинофестиваль «Меридианы Тихого» (Владивосток) — приз зрительских симпатий
- 2012 — Всероссийский кинофестиваль «Виват, кино России!» (Санкт-Петербург) — Гран-при
- 2012 — Номинация на национальную премию кинокритики и кинопрессы «Белый слон» за лучший фильм и премия кинокритики и кинопрессы «Белый слон» за лучшую музыку
- 2012 — Cairo International Film Festival (Каир, Египет)
- 2012 — Pau International Film Festival (По, Франция)
- 2012—2013 Участник недель русского кино в Париже, Онфлёре (Франция), Бухаресте (Румыния), Тель-Авив (Израиль)
- 2013 — Фестиваль русского кино в Испании (Марбелья) — премия за Лучший фильм и Приз зрительских симпатий
- 2013 — Премия в области сатиры и юмора «Золотой Джокер» — победитель в номинации «Кино»
- 2013 — Приз за лучшую режиссуру, Jameson Dublin Film Festival (Дублин, Ирландия)
- 2013 — SIFF, Seattle International Film Festival (Сиэтл, США) официальный участник
- 2013 — Göteborg International Film Festival (Гётеборг, Швеция)
- 2013 — Номинация «Лучший сценарий» кинопремии Ника

### Кино про Алексеева
- 2014 — XXV Открытый Российский Кинофестиваль «КИНОТАВР», официальный участник
- 2014 — Кинопремия «Золотой Орёл». Победитель в номинации «лучшая мужская роль» (Александр Збруев)

### Слоны могут играть в футбол
- 2018 — Монреальский Международный Кинофестиваль (Le Festival des films du monde; FFM) — 2018 — официальный участник
- 2018 — Кинотавр-2018 — официальный участник
- 2018 — Arctic Open Film Festival — 2018 — приз за лучшую режиссуру